# Rolf Ertmer
Rolf Ertmer (* 20. Januar 1925 in Paderborn; † 15. Juli 2004 in Altenbeken) war ein deutscher Modelleisenbahner und Autor.

## Leben
Ertmer beschäftigte sich bereits in den 1930er Jahren mit Modelleisenbahnen der damals neuen Nenngröße H0 (zu jener Zeit noch als 00 bezeichnet). Seine erste Modellbahnanlage, errichtet mit TRIX-Express-Material, verbrannte 1945, kurz nachdem er seine Einberufung zur Wehrmacht erhalten hatte. Nachdem TRIX die Produktion nach der Währungsreform wieder aufgenommen hatte, baute Ertmer eine neue Anlage, die er in seinem ersten Beitrag für die Zeitschrift MIBA im Mai 1955 in Wort und Bild vorstellte.
In den 1950er Jahren wurde Ertmer zunehmend unzufrieden mit den vorbildfernen Dreileiter-Gleisen des TRIX-Express-Programms und begann mit dem Bau einer neuen Modellbahnanlage, für die er ausschließlich möglichst vorbildgetreue Selbstbau-Gleise im Zweischienen-Zweileiter-System verwendete. Zudem strebte er eine größere Realitätsnähe bei der landschaftlichen Gestaltung an. Die Anlage, der er den Namen Repa-Bahn gab – zusammengesetzt aus den Initialen seines Namens Rolf Ertmer und den Anfangsbuchstaben seines Wohnorts Paderborn – präsentierte er erstmals in der Januarausgabe 1959 der MIBA.
Die Kompromisse, die er bei der Konzeption dieser Anlage aufgrund räumlicher Beschränkungen eingegangen war, missfielen Ertmer nach kurzer Zeit. 1962 begann er daher in einem größeren Raum mit dem Bau der Repa-Bahn II, bei der er sowohl durch besonderes Augenmerk auf gestalterische Details als auch in der Gesamtkonzeption für die damalige Zeit ungewöhnlichen Aufwand betrieb: Er baute den gesamten Bahnhof Altenbeken so vorbildgetreu wie möglich nach. Zudem war die Anlage dafür ausgelegt, die realen Betriebsabläufe und Fahrpläne präzise nachzustellen. Da die von der Modellbahnindustrie angebotenen Weichenantriebe, Entkupplungsgleise und Fahrregler seinen Ansprüchen nicht genügten, konstruierte er Eigenentwicklungen, die unter dem Markennamen REPA auch kommerziell vertrieben wurden und, da Ertmer unter Modellbahnern zunehmend Bekanntheit und Reputation erlangte, auch Verbreitung fanden. 1972 war die Anlage fertiggestellt.
Ertmer, der als gelernter Fotograf die Entstehung der Repa-Bahn II umfangreich fotografisch dokumentiert hatte, verfasste eine Reihe von Büchern, in denen er die Anlage und ihre zugrundeliegenden Prinzipien darstellte und die zwischen 1977 und 1985 im MIBA-Verlag erschienen. Zusammen mit den Zeitschriftenartikeln, die seine Arbeit zeigten, sorgten diese Bücher dafür, dass Ertmers Anlage als stilprägend galt.
Bereits 1977 musste Ertmer die Repa-Bahn II demontieren, da er nach Altenbeken umzog. An seinem neuen Wohnort nahm er die Beschäftigung mit der Modellbahn wieder auf, wechselte aber zur Nenngröße 0. Den Bau seiner neuen Anlage Repa-Bahn III, bei der er abermals höhere Ansprüche anlegte, dokumentierte er gleichfalls in einem Buch. Zudem errichtete er eine Gartenbahn der 5-Zoll-Spurweite, die mit Echtdampf-Lokomotiven betrieben wurde.
Der schwer erkrankte Rolf Ertmer verstarb im Juli 2004.

## Bücher
- Repa-Bahn 1. MIBA-Verlag, Nürnberg 1977
- Repa-Bahn 2. MIBA-Verlag, Nürnberg 1977
- Repa-Bahn Praxis. MIBA-Verlag, Nürnberg 1978
- Damals in Altenbeken (mit Michael Meinhold). MIBA-Verlag, Fürstenfeldbruck 1985. ISBN 3-89610-958-8
- Von Halbnull zu Null – Die Repa-Bahn III. MIBA-Verlag, Fürstenfeldbruck 1988.